# Junkční rytmus
Junkční rytmus je srdeční rytmus, u něhož udavatelem kroku (pacemakerem) je oblast atrioventrikulární junkce – tedy AV uzel a Hisův svazek.

## Fyziologie
V AV junkci, podobně jako v jiných částech převodního systému srdečního, se nachází buňky schopné spontánní depolarizace, tedy samovolné pomalé změny membránového potenciálu, u nichž po dosažení jistého prahového napětí dochází ke vzniku akčního potenciálu a vzniku srdečního vzruchu, který se odtud šíří do celého srdce. V oblasti AV uzlu probíhá za normálních podmínek spontánní depolarizace pomaleji než v sinoatriálním uzlu, který je normálním zdrojem srdečních impulzů (sinusového rytmu). Aktivita v AV junkci je tak potlačena (resp. je jí vnucena frekvence z vyššího zdroje) a běžně se neuplatní.
AV junkce se může stát zdrojem srdečního rytmu:
1. pokud je tvorba vzruchů v oblasti SA uzlu (resp. srdečních předsíní) porušena nebo je porušen převod vzruchu ze síní v horní části AV junkce - pak je oblast AV junkce zdrojem tzv. náhradního junkčního rytmu, který zabezpečí stimulaci srdečních komor obvykle s frekvencí mezi 40 a 60 stahy za minutu (tedy pomaleji než ze normálních podmínek).
2. pokud je spontánní depolarizace a tedy tvorba vzruchů v AV junkci urychlena a přesáhne rychlost tvorby vzruchů v SA uzlu. AV uzel může být zdrojem junkční tachykardie.

## Dělení

### Dělení podle frekvence
- náhradní - pasivní junkční rytmus
- aktivní junkční rytmus - urychlený, dosahuje frekvence nad 60/minutu

### Dělení podle místa vzniku
- horní junkční rytmus – tzv. rytmus koronárního sinu - vzniká v místě vodivé dráhy spojující SA a AV uzel v blízkosti vyústění koronárních žil do pravé síně. Na elektrokardiogramu (EKG) nalézáme vlny P (odpovídají aktivitě předsíní) negativní ve svodech II, III, aVF, ev. V5-6
- střední junkční rytmus – na EKG křivce je vlna P skryta v QRS komplexu (odpovídá aktivitě komor), na rozdíl od fibrilace síní je ale srdeční rytmus pravidelný
- dolní junkční rytmus – popisovaný některými autory, vychází z oblasti pod rozdělením Hisova svazku a odpovídá vlastně již komorovému rytmu

## Klinické projevy
Závisí na frekvenci junkčního rytmu a ev. doprovodném stavu, který poruchu vyvolává. Mnoho pacientů poruchu rytmu vůbec nevnímá, při pomalejší frekvenci srdeční se může objevit celková slabost, závratě, nevýkonnost, špatná tolerance námahy a někdy v úvodu poruchy (po "vysazení" sinusového rytmu) nastat krátkodobá porucha vědomí (synkopa). Při junkční tachykardii pacient může pociťovat bušení srdce – palpitace.

## Léčba
U náhradního junkčního rytmu spočívá zejména ve snaze došetřit a odstranit poruchu tvorby vzruchu v SA uzlu. Pokud u nemocného přetrvává junkční rytmus s uspokojivou frekvencí a nečiní mu potíže, nevyžaduje obvykle další zásahy. Při pomalé srdeční frekvenci u jinak neovlivnitelné poruchy může být nutna implantace kardiostimulátoru.